# Władysław Sierakowski
Władysław Sierakowski, herbu Dołęga (ur. ok. 1804 ? – zm. 16 lutego 1863 w Złoczowie), ziemianin, członek tajnych organizacji niepodległościowych, poseł na Sejm w Kromieryżu.

## Życiorys
Ziemianin, właściciel dóbr Ożydów, Olesko i Sokołówka w cyrkule złoczowskim. Uczestnik powstania listopadowego. Kilkakrotnie więziony za udział w tajnych polskich organizacjach niepodległościowych.
Podczas wydarzeń Wiosny Ludów w Galicji zwolennik demokratów. Wybrany 26 maja 1848 do Sejmu Ustawodawczego w Wiedniu i Kromieryżu (10 lipca 1848 - 7 marca 1849) wybrany w galicyjskim okręgu Sokołówka. W Sejmie jeden z głównych działaczy demokratycznych w „stowarzyszeniu” posłów polskich. Opowiadał się wówczas po stronie posłów chłopskich domagających się reformy agrarnej. Domagał się także zniesienia stanu oblężenia w Galicji. Wystąpił także z projektem zniesienia tytułów: książę, hrabia, baron, rycerz, szlachetny itp. i zamiany ich na jeden: wolny obywatel. Projekt ten został wysunięty 21 sierpnia 1848. Sierakowski udowadniał słuszność swej propozycji „wszechwładztwem ludu”. Projekt został przyjęty z entuzjazmem. Należał do grona najpopularniejszych posłów. Jak go scharakteryzował galicyjski dziennikarz i autor powieści historycznych Kazimierz Ostaszewski-Barański Olbrzymia siła i niezwykła tusza zjednała mu przydomek »der Reichstagselephant«, a jego niezmordowanie w stawianiu najrozmaitszych kwestii w formie pytań i wniosków wyrobiła mu w humorystycznych pismach osobliwy tytuł »Interpellationsrath«. Był to człowiek gorzcy, odważny aż do zuchwałości i konsekwentny w całym słowa tego znaczeniu. On stawiał i popierał wniosek o uznanie odpowiedzialności ministrów, on pierwszy wniósł o postawienie w stan oskarżenia ministrów a mianowicie gabinetu Pillersdorfa z powodu nadużyć w Galicji, on przeforsował wniosek udzielenia nagany dla prezesa apelacji lwowskiej Kronwalda. za zakazywanie urzędnikom należenia do gwardii narodowej...

## Rodzina i życie prywatne
Syn c.k. starosty i ziemianina Marcina. Ożeniony z Anielą z Bohdanów (zm. w 1850), mieli jedną córkę Anielę która była żoną Karola Hubickiego.